# Tupaia chrysogaster
Tupaia chrysogaster är en däggdjursart som beskrevs av Miller 1903. Tupaia chrysogaster ingår i släktet Tupaia och familjen spetsekorrar. IUCN kategoriserar arten globalt som starkt hotad. Inga underarter finns listade i Catalogue of Life.
Denna spetsekorre förekommer på Mentawaiöarna väster om Sumatra. Den vistas där i låglandet i skogar.